# Jens Josef
Jens Josef (* 5. August 1967 in Solingen-Ohligs) ist ein deutscher Komponist, Flötist und Hochschullehrer.
Er lehrt Flöte und Musiktheorie an der Musikakademie „Louis Spohr“ in Kassel sowie Flöte an der Universität Kassel. Konzertreisen führten ihn in nahezu alle Mitteleuropäischen Länder und nach Mexiko. Sein Wirken ist dokumentiert durch zahlreiche Aufnahmen eigener und fremder Werke. Josef ist Gründungsmitglied der FGNM – Frankfurter Gesellschaft für Neue Musik und einer der Hauptinitiatoren der KIK – Kasseler Kompositions-Initiative sowie Mitinitiator des Harleshäuser Musikfestes.

## Ausbildung
Josef studierte Flöte an der Musikhochschule Frankfurt am Main bei Petr Brock und Paul Dahme sowie Musiktheorie bei Karl-Josef Müller. Wichtige Anregungen als Flötist erhielt er darüber hinaus von Andras Adorjan und Klaus Holsten. Als Komponist ist er weitgehend Autodidakt, entscheidende künstlerische Impulse gaben Gerhard Müller-Hornbach und Rainer Kunad. 1997 schloss er sein Studium mit dem Konzertexamen ab.

## Flötist
Sein Repertoire reicht vom Barock bis zur Musik unserer Zeit, wobei die Musik seit der klassischen Moderne einen Schwerpunkt bildet. Entsprechend hat Josef eine ganze Reihe von Werken uraufgeführt, u. a. von Gerhard Müller-Hornbach, Claus Kühnl, Frank Gerhardt, Martin Schmalz, Graham Waterhouse und Christian Ridil, der ihm sein Flötenkonzert „Les jardins de Pan“ gewidmet hat. Skepsis gegenüber einem allzu engen Spezialistentum führte Josef darüber hinaus zur Beschäftigung mit Pop- und Jazzmusik sowie mit freier Improvisation. Seine Vielseitigkeit spiegelt sich in seinen Tätigkeiten: als Flötist im klassischen Symphonieorchester (Norddeutsche Philharmonie Rostock), im Kammerorchester („Taschenphilharmonie“ München), in diversen Kammerensembles, im Salonorchester, als Solist und in diversen Bands.

## Pädagoge
Seit 1994 ist Josef auch als Pädagoge tätig. Von 2000 bis 2006 war er Dozent an der Akademie für Tonkunst in Darmstadt und von 2003 bis 2015 Dozent für Musiktheorie an der Musikhochschule Frankfurt am Main. Seit 2006 ist er Leiter der Flötenklasse an der Musikakademie Louis Spohr in Kassel. Außerdem betreute er Meister und Kammermusikkurse und war Mitarbeiter beim RESPONSE-Projekt des Landes Hessen. Seit 2004 ist er am „Ohrwurm“-Projekt an hessischen Schulen beteiligt.

## Komponist
Josef ist sowohl Komponist als auch Interpret. Seine ersten Werke wurzeln im Neoklassizismus; hier sind etwa sein Bläsertrio von 1988 zu nennen oder die Ballade „Der Heideknabe“ für Sopran und Streichquartett von 1989. 1993/94 findet seine Musik zu einem eigenen Stil, der sich durch Vitalität, Spielfreude und großen Reichtum an Stimmungen und Klangfarben auszeichnet. Werke aus dieser Zeit sind u. a. die „5 Briefe“ für Flöte solo, das „Divertimento“ für Flöte, Fagott und Klavier (beide 1994) sowie die „5 Chansons nach Villon“ für Sopran und Ensemble von 1995.
In den folgenden Jahren setzt sich Josef zunehmend mit avantgardistischer, experimenteller, außereuropäischer und szenischer Musik auseinander; es entstehen Werke wie die „Bizarrerien“ für Sopran, Flöte und Gitarre (1997), die „Konzertanten Szenen 1-5“ (1996–2003), „Serenade“ für Viola und Kammerensemble (1998), die „Musik für Klarinette(n) und Klavier“ mit Sprecher ad lib. (1999) und die Kantate „Zwei Frauen“ für Sopran, Mezzosopran, Yangquin, Sheng, Erhu, Flöte(n) und Cello (2007). Den Höhepunkt dieser Phase markiert die Oper „AIAS“ von 2004/5, geschrieben im Auftrag der Antikenfestspiele Trier.
Mit der „Phantasie“ für Mandoline solo (2008) und vor allem dem großen Zyklus „Erinnerungen“ für Klavier solo (2008–2012) beginnt etwas Neues in Josefs Musik: Der Einzelklang gewinnt zunehmend an Bedeutung, das Experimentelle und Szenische nimmt ab zugunsten einer intensiveren Verarbeitung der charakteristischen Motive. Damit ist eine Entwicklung in Gang gesetzt, die über Werke wie das Konzert für Flöte und Ensemble (2013/14) oder das Streichquartett (2015) bis zu einer ganz eigenen, durch die Minimal Music angeregten Permutations- und Reihentechnik führt. Es entstehen „Flötenmonster“ für Flöte und beliebiges Instrument (2017), „Trio für Flöte, Violine und Violoncello nach Bildern von Liu Bing“ (2017), „Duettino“ für Blockflöte und Fagott (2018), Trio für Violine, Horn und Orgel (2018), Streichquartettino (2019), Duo für Klavier und Orgel (2019), „Verlorenes Ich“ Motette für gemischten Chor a cappella (2020), „Dreiertanz“ für Flöte solo (2021) und „Moritat“ Liederzyklus für Sopran, Alt, Tenor und Klavier (2022).
Das Werkverzeichnis umfasst etwa 100 Opuszahlen aller Gattungen.

### Werke
- „4 Rituelle Tänze“ für Traversflöte und Cembalo (1993)
- „Nocturne“ für Kammerorchester (1993)
- Doppelkonzert für Viola, Pauken und Ensemble (1995/2007)
- 4 Lieder nach Texten von Willi Broj (1996)[6]
- „Der 102. Psalm“ für Klavier 4hdg, Harfe, Schlagzeug, Altflöte und 4stg gem Chor (1996)
- Oratorium „Vor langer Zeit“ für Sprecher, 2 Soprane, Bariton und Ensemble (1996–2000), uraufgeführt im Rahmen der EXPO 2000
- „Tango der Schatten“ für Flöte und Gitarre (1997)[7]
- Konzert für Orchester (1997/2006)
- „Zehntett“ für 2 Soprane, Flöte, Oboe, Horn, Posaune, 2 Celli, 2 Schlagzeuger
- „Totentanz“ (Goethe) für Sopran, Klarinette, Bassetthorn, Baßklarinette und Klavier (1999)
- Kammersinfonie „Orpheus“ (2000)
- „Liebeslieder“ für Sopran, Sprecher und Kammerensemble (2000)
- Trio für Flöte(n), Viola und Kontrabass (2001)
- Kammeroper „Orpheus“ (entstanden 2002/3, UA Theater Hof 2003)
- „Japanische Suite“ für Flöte und Klavier (2004)
- Konzert für Oboe und Ensemble (2006)
- „Rudhiraksha“ Opernfragment (2006)
- „Hildegardskantate“ für Sopran, Altflöte, Tenorsaxophon, Cello und 4stg gem Chor (2007)
- Lieder nach Texten von Christian Morgenstern für hohe Stimme und Klavier (2016)
- „Ein Traum“ – Bearbeitung der „5 Briefe“ für Flöte und Liveelektronik

#### Bearbeitungen
- „Winterreise“ von Franz Schubert für Tenor und Streichquartett (CD-Einspielungen von Christian Elsner/Henschel Quartett und Peter Schreier/Dresdner Streichquartett)[8]
- „Ein musikalisches Opfer“ von Johann Sebastian Bach für Flöte, Violine, Fagott, Cello, Klavier und Orgel ad lib
- „5 französische Volkslieder“ für Flötenquartett oder Bläserquartett (Fl, Ob, Klar, Fg)
- „Kaiserwalzer“ von Johann Strauss für Flöte, Klarinette, Cello, Klavier und Orgel (auch eine Fassung ohne Orgel)